# Polyura jupiter
Espèce
Polyura jupiter est une espèce de lépidoptères (papillons) de la famille des Nymphalidae et de la sous-famille des Charaxinae. 

## Dénomination
Polyura jupiter a été décrit par Arthur Gardiner Butler en 1869, sous le nom initial de Charaxes jupiter.

### Sous-espèces
- Polyura jupiter jupiter ; présent en Papouasie-Nouvelle-Guinée.
- Polyura jupiter admiralitatis (Rothschild, 1915)
- Polyura jupiter attila (Grose-Smith, 1889)
- Polyura jupiter editha (Ribbe, 1899)
- Polyura jupiter keianus (Rothschild & Jordan, 1897)
- Polyura jupiter kronos (Honrath, 1888)
- Polyura jupiter seitzi (Rothschild, 1897)
- Polyura jupiter watubela (Rothschild, 1903)[1].

### Nom vernaculaire
Polyura jupiter se nomme Jupiter Nawab en anglais.

## Description
Polyura  jupiter est un papillon, aux ailes antérieures à bord externe concave et aux ailes postérieures avec deux queues. Le corps est marron.
Le dessus est marron très largement marqué de blanc aux ailes antérieures en triangle depuis de bord costal et sous forme de taches dont de petites en ligne submarginale et aux ailes postérieures en large triangle du bord costal à l'angle anal marqué d'une tache orange

## Biologie

### Plantes hôtes
La plante hôte de sa chenille est Albizia stipulata.

## Écologie et distribution
Polyura jupiter est présent en Indonésie et dans les îles alentour dont la Papouasie-Nouvelle-Guinée.

### Protection
Pas de statut de protection particulier.